# Шемовит
Шемовит или Жемовит (на полски: Siemowit, Ziemowit) е полулегендарен княз на славянското племе поляни, населявало днешна Полша.
Шемовит е известен единствено от хрониката на Гал Аноним. Син е на Пяст Коларя, легендарния основател на династията на Пястите.